# Lucien Lanier
Pour les articles homonymes, voir Lanier.
Lucien Lanier, né le 16 octobre 1919 à Rouen et mort le 7 février 2015 à Paris, est un haut fonctionnaire et homme politique français.

## Biographie

### Famille
Époux de Jacqueline Simon, (décédée en 2024) il a deux filles, Virginia et Béatrice, épouse de Dominique Jacomet.

### Carrière de préfet
Il est le premier préfet du Val-de-Marne de 1968 à 1974. Il est ensuite nommé au poste de directeur général de l'administration au ministère de l'Intérieur, puis, sommet d'une carrière, préfet de Paris en 1975 et premier préfet de la nouvelle région Île-de-France en 1977, jusqu'à 1981.

### Engagement politique
Conseiller général du canton de Saint-Maur-La Varenne (Val-de-Marne) de 1985 à 1992, conseiller régional d'Île-de-France (1986-1988 et 1992-1998), il sera ensuite seize ans sénateur du Val-de-Marne (1988-2004).

### Campagne présidentielle de 1974
Alors qu'il occupait le poste de directeur général de l'administration au ministère de l'Intérieur, en 1974, Valéry Giscard d'Estaing avait fait appel à lui afin de diriger sa campagne pour l'élection présidentielle.

### Sénateur
Il devient sénateur du Val-de-Marne en octobre 1988, en remplacement de Michel Giraud, élu député ; il ne se représente pas en 2004.
L'ancien président Giscard d'Estaing, Hélène Carrère d'Encausse, secrétaire perpétuelle de l'Académie française, Gérard Larcher, président du Sénat, Michel Blangy et de nombreux préfets étaient présents aux côtés de sa famille à ses obsèques aux Invalides, où ses qualités de décision et de pédagogue ont été saluées[réf. nécessaire].

## Récompenses et distinctions

### Décorations
- Grand officier de la Légion d'honneur[4].